# Мисхорский парк
Мисхо́рский парк (укр. Місхорський парк) — парк-памятник садово-паркового искусства, расположенный на территории Мисхора (Большая Ялта) между Алупкинским шоссе и черноморским побережьем.
Мисхорский парк был заложен в 1880 году, при строительстве летней резиденции графа Витте. Над созданием ландшафтного дизайна трудилось несколько архитекторов — Марко и Кебах, оба ученика русской школы паркового искусства. Работа над окончательным видом парка продолжалась на протяжении 10 лет и уже к 1891 году Мисхорский парк приобрел законченный вид. Парк находится практически в центре посёлка Мисхор и расположен параллельно Мисхорской набережной.
Площадь парка — 21,3 гектара. На его территории сосредоточено около 100 видов и садовых форм экзотических деревьев и кустарников, произрастают как местные лесные породы (дуб пушистый, сосна крымская, фисташка туполистная), так и такие экзоты, как кипарис аризонский, кипарис гвадалупский, сосна алеппская, сосна Культера, пальмы, бамбук, олеандр.

## Галерея

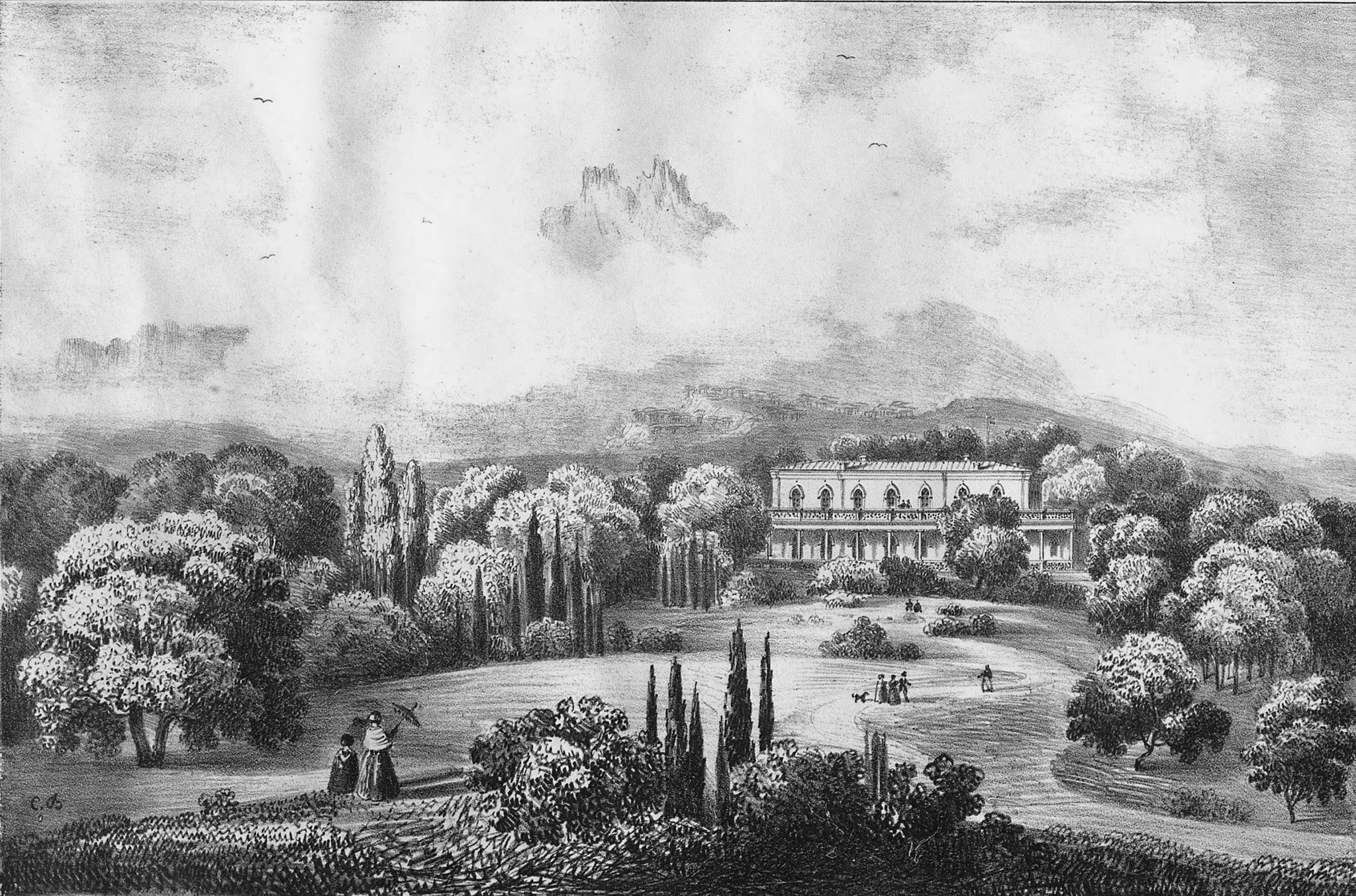
Мисхор на полотне Карло Боссоли
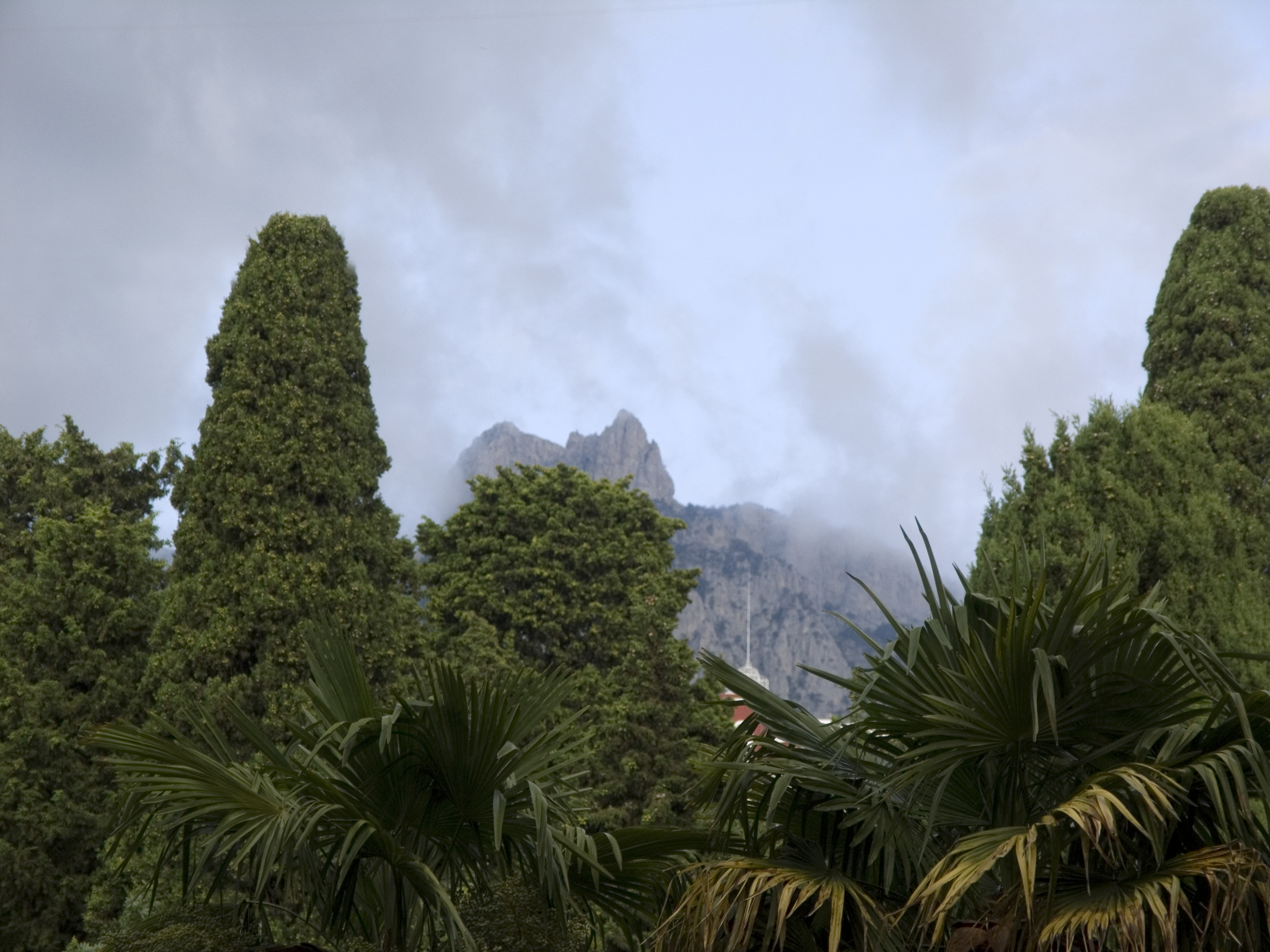
Ай-Петри из парка
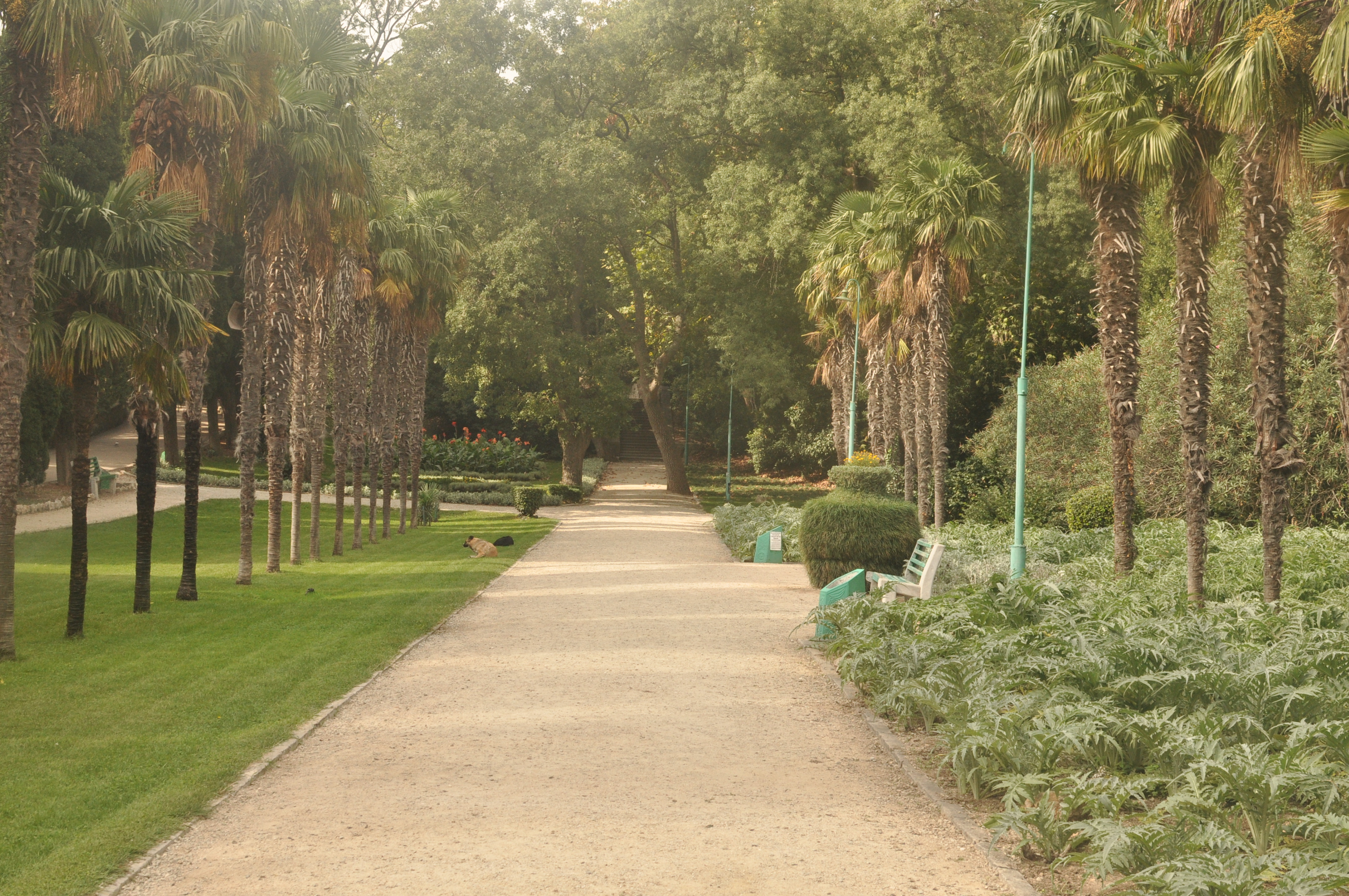
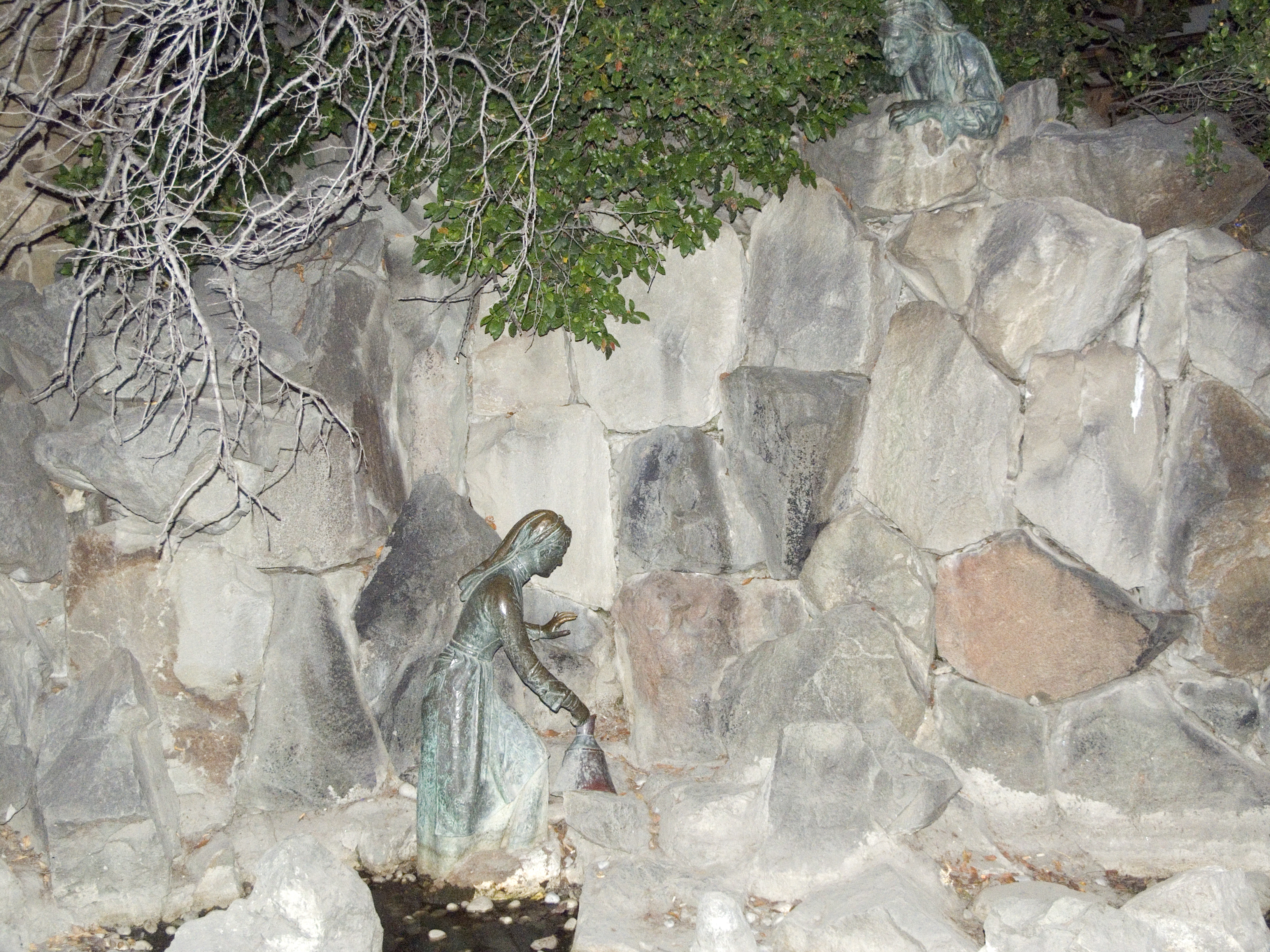
«Девушка Арзы и разбойник Али-Баба»  автор А. Г. Адамсон
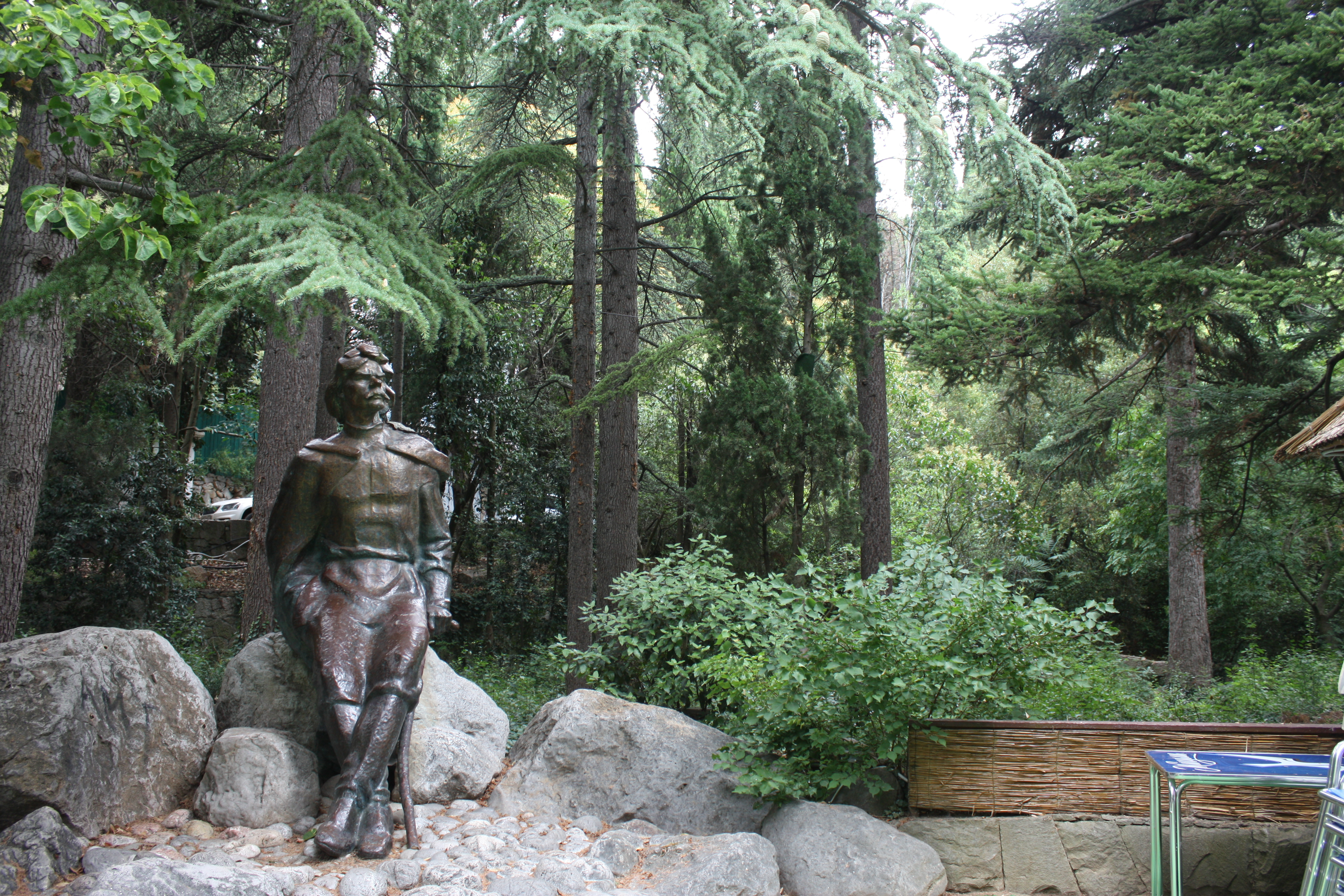
Памятник М. Горькому. Скульптор Владимир Сергеев